# Азул Кларо
«Азул Кларо» (яп. アスルクラロ Асуру Кураро, англ. Azul Claro) — японский футбольный клуб из города Нумадзу, префектура Сидзуока. С 2017 года команда выступает в Джей-лиге 3.

## История
Азул Кларо был основан в 1977 году как «Арсенал Нумадзу»  и медленно продвигался по уровням лиг префектуры Сидзуока. В 2006 году клуб начал процесс преобразования в профессиональную команду с целью присоединения к Джей-лиге. В том же году клуб принял свое нынешнее название Azul Claro (что означает «светло-голубой» на португальском и испанском языках).
В 2012 году клуб выиграл повышение в футбольную лигу Токай и быстро продвинулся по уровням лиги, проведя всего по сезону в каждом из своих дивизионов. Хотя они заняли лишь четвёртое место в Лиге Токай 2013 года, они считались серьёзными претендентами на вступление во вновь созданную лигу Джей 3. 17 сентября 2013 года клуб был лицензирован в Джей-лигу. Тем не менее, они были всего лишь 3-м выбранным клубом для единственного места в Региональной лиге в J3, поэтому в конце концов им пришлось уступить «Грулле Мориоке». Клуб все равно выиграл повышение — они были выбраны правлением Японской футбольной лиги в качестве одной из команд для участия в Японской футбольной лиге 2014.
После 3-го места в Японской футбольной лиге 2016 года их пригласили играть в профессиональный футбол с 2017 года и далее, так как они станут 14-м оригинальным клубом в Джей-лиге 3.